# Almindelig perlekurv
Almindelig perlekurv (Anaphalis margaritacea) er en flerårig, urteagtig plante med en opret vækst. Arten er hårdfør under danske forhold, den blomstrer over en længere periode af sommeren og efteråret, og den klarer sig i konkurrence med græs. Derfor har den været brugt som haveplante i et par hundrede år.

## Beskrivelse
Stænglerne er furede og tæt dækket af hår, så de fremtræder grå-hvide. Bladene er spredtstillede, kortstilkede og hele med indrullet, hel rand. Oversiden er grågrøn med én tydelig, forsænket ribbe, mens undersiden er hvidlig på grund af et tæt hårlag.
Blomstringen foregår i juli-oktober, hvor man finder blomsterne samlet i små, kuglerunde kurve med hvide støtteblade. Kurvene danner tilsammen endestillede halvskærme. De enkelte blomster – både skive- og randkronerne – er gule. Frugten er en nød med fnok.
Rodsystemet består af slanke jordstængler og trævlede rødder.
Højde x bredde og årlig tilvækst: 0,70 x 0,25 m (70 x 25 cm/år).

## Hjemsted
Arten er udbredt i Østasien og Nordamerika, hvor den findes på lysåbne eller let skyggede voksesteder: lyse skove, skovbryn, lysninger, vejkanter, klitter og ruderater. Arten har været dyrket i Danmark og er forvildet flere steder .
På pimpstensaflejringer på vulkanen Mount St. Helens i staten Washington, USA, findes arten sammen med bl.a. Agrostis scabra (en art af hvene), gederams, alm. kongepen, Carex mertensii (en art af star), douglasgran, Juncus mertensianus (en art af siv), Luetkea pectinata (en art i stenurt-familien), Lupinus lepidus (en art af lupin), Penstemon cardwellii (en art af rørblomst), Salix commutata (en art af Pil), Saxifraga ferruginea (en art af stenbræk og småblomstret frytle

## Galleri
|  |  |  |
|  |  |  |

| Portal | Portal:Botanik |

## Note
1. ↑  Per Hartvig: Atlas Flora Danica, bind 3, 2015, ISBN 978-87-02-15299-9 side 732
2. ↑  Roger del Moral og Chad Jones: Vegetation development on pumice at Mount St. Helens, USA (engelsk)